# Vársziget (Beszterec)
A Rétközben fekvő Beszterec falu mellett, attól északnyugatra, a Belfőcsatorna melletti emelkedésen állt egykor a ma Várszigetnek nevezett Árpád-kori földvár.

## Fekvése
Maradványai Beszterectől északnyugatra, a Belfőcsatorna déli bal partja feletti emelkedésen találhatók.

## Története
A terület már az őskorban is lakott hely lehetett az itt fellelt cserépdarabok, obszidián és orsógomb töredékek alapján, melyeket a Vársziget első ismertetője, Jósa András a La Tène korból származónak írt le.
A földvár koráról nem maradtak fenn okleveles adatok. Keletkezését a 11–13. századra teszik.
A vár északi oldalán egykor monostor is állt, melyet a 11. század második felében vagy a 12. században emeltek és a Megváltó tiszteletére szentelték fel. A monostor valószínűleg a Hontpázmány nemzetség szabolcsi ágának temetkezési helyéül szolgálhatott.
A fennmaradt oklevelek szerint 1290–1300 táján a monostor birtokába – kegyúri jogon – a Hontpázmány nemzetségbeli Bánk Lőkös fiait iktatták be.

## Leírása
Először 1900-ban Jósa András írta le a Várszigetet megyei monográfiájában. Leírása szerint a földvár a Rétköz mocsaras területéből kiemelkedő szigeten épült, északi részén egy holdnyi háromszög alakú területet magas sánc vett körül, kétoldalt árokkal. Ehhez csatlakozott a déli, jóval nagyobb; 10 hold területű kör alakú várrész, alacsonyabb sánccal körülvéve.
Később többen is végeztek itt felméréseket; 1951-ben Nováki Gyula, 1954-ben Ristics Anna, 1961-ben Kiss Lajos, 1963-ban Kovalovszki Júlia, majd 1969-ben Németh Péter folytatott itt kutatásokat. Kiss Lajos leírása szerint a sánc kövek közé foglalt, mélyen a földbe vert facölöpökből és egymásba illesztett gerendákból álló szerkezetű volt, melyet Faköpönyeg néven említ a történelem. Az 1951-es felmérések szerint a vár alapja 365 méter, legnagyobb szélessége 177 méter lehetett.
Az egykori földvár területét az idők során többször megbontották; anyaga nagy részét útépítéshez, és a lakosság építkezéseihez használták fel, mára már kevés nyoma maradt.